# Вільям Ніколсон (митець)
Сер Вільям Ньюзей Пріор Ніколсон (англ. William Nicholson, *5 лютого 1872 Ньюарк-он-Трент — †16 травня 1949 Блоубері) — англійський художник, графік і дитячий письменник. 
1928 року брав участь у мистецьких змаганнях на Олімпійських іграх 1928 року в Амстердамі, в конкурсі Малярство, в змаганні «графічні роботи» здобув золоту олімпійську медаль.